# Инихово
Инихово — деревня Спешнево-Ивановского сельсовета Данковского района Липецкой области.

## География
Инихово находится на левом берегу реки Вязовня. По западной части Инихово протекает другая река, впадающая в Вязовню.
Через деревню проходят просёлочные дороги, в ней имеется одна улица — Луговая.

## Население
| 2010 |
| ---- |
| 40   |